# Chemtou

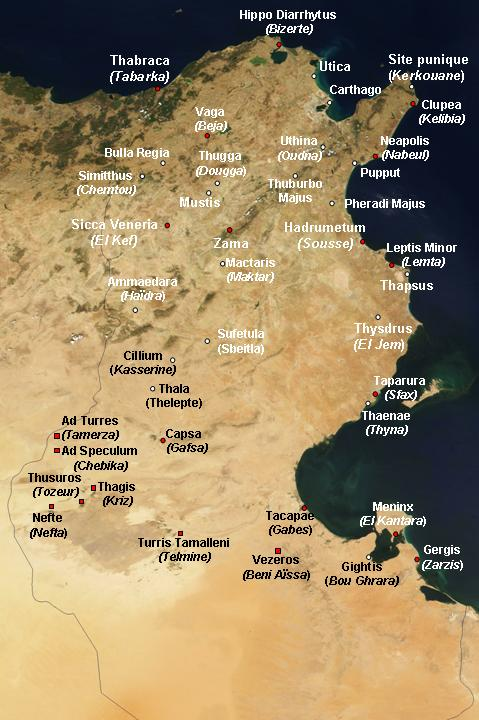
Posizione di Chemtou nella Tunisia antica.

Chemtou oppure Chimtou è un antico sito archeologico nel nord-ovest della Tunisia si trova a 20 km dalla città di Jendouba vicino al confine con l'Algeria. L'antica Simitthu (Simitthus durante il periodo dell'antica Roma) è conosciuta per le sue importanti cave di marmo giallo antico che furono sfruttate dal II secolo a.C.. Il Museo di Chemtou ha in esposizione diversi manufatti di epoca romana rinvenuti nella zona.